# El Duraznillo, Puebla
El Duraznillo är en ort i Mexiko.   Den ligger i kommunen Tlatlauquitepec och delstaten Puebla, i den sydöstra delen av landet, 170 km öster om huvudstaden Mexico City. El Duraznillo ligger 2 515 meter över havet och antalet invånare är 161.
Terrängen runt El Duraznillo är kuperad. Runt El Duraznillo är det ganska tätbefolkat, med 72 invånare per kvadratkilometer. Närmaste större samhälle är Zaragoza, 3,5 km norr om El Duraznillo. Trakten runt El Duraznillo består till största delen av jordbruksmark.